# Don Coleman (acteur)
 (juillet 2011).
Don Coleman est un acteur américain du cinéma muet, né le 14 janvier 1893 à Sheridan, Wyoming, États-Unis, et décédé le  16 décembre 1985 (âgé de 92 ans ) à Willits, Californie, États-Unis.

## Filmographie
- 1930 : Billy the Kid
- 1930 : La Piste des géants
- 1929 : The Forty-Five Caliber War
- 1928 : The Black Ace (en)
- 1928 : The Bronc Stomper
- 1928 : The Apache Raider (en)
- 1928 : The Boss of Rustler's Roost (en)
- 1927 : The Devil's Twin
- 1927 : Border Blackbirds (en)
- 1925 : The Road from Latigo